# 指扇駅

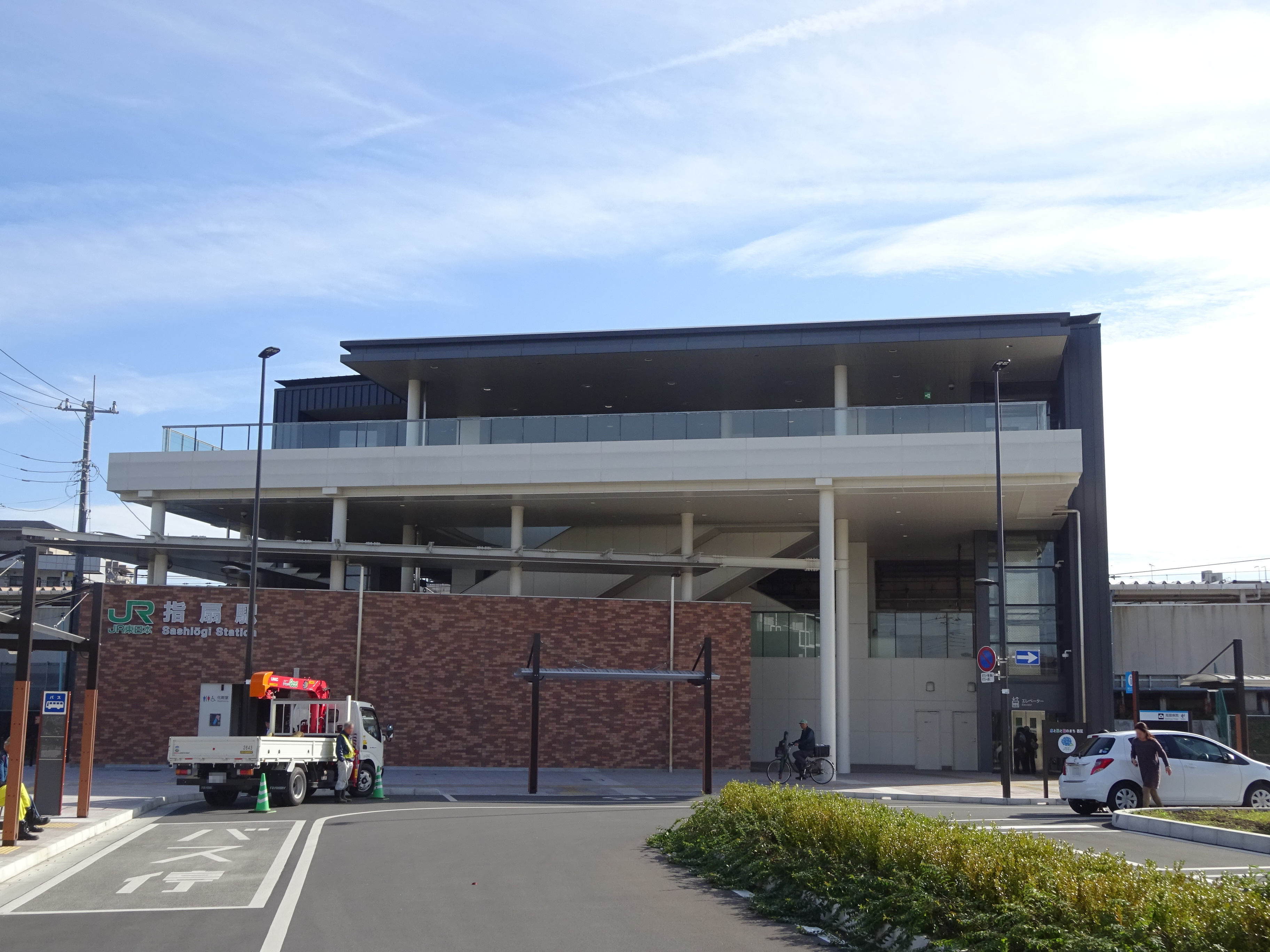
北口（2015年11月）

指扇駅（さしおうぎえき）は、埼玉県さいたま市西区大字宝来にある、東日本旅客鉄道（JR東日本）川越線の駅である。

## 歴史
- 1940年（昭和15年）7月22日：開業[1][2]。
- 1961年（昭和36年）2月1日：貨物の取り扱いを廃止[2]。
- 1984年（昭和59年）2月1日：荷物扱いを廃止[2]。
- 1985年（昭和60年）9月30日：川越線電化、埼京線と直通運転開始。
- 1987年（昭和62年）4月1日：国鉄分割民営化に伴い、東日本旅客鉄道（JR東日本）の駅となる[2]。
- 1996年（平成8年）3月12日：自動改札機を設置し、供用開始[4]。
- 2001年（平成13年）11月18日：ICカード「Suica」の利用が可能となる[広報 1]。
- 2007年（平成19年）10月31日：指定席券売機の設置により、みどりの窓口を廃止。
- 2014年（平成26年）3月9日：橋上化により新駅舎供用開始。北口開設。

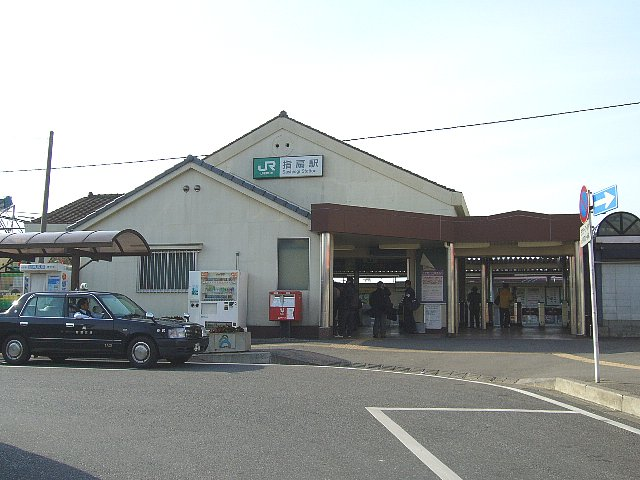
旧駅舎（2006年）

## 駅構造
相対式ホーム2面2線を有する地上駅。上下線主本線だけの配線である。また大宮方は一直線で住宅街を抜けるのに対し、川越方は緩やかに南へカーブしながら築堤を上り、すぐに荒川橋梁へ至る。
大宮駅管理の業務委託駅（JR東日本ステーションサービス受託）である。指定席券売機、Suica対応自動改札機が設置されている。なお、お客さまサポートコールシステムが導入されており、早朝および日中・夜間の一部時間帯は遠隔対応のため改札係員は不在となる。
現在の駅舎は2014年（平成26年）3月9日から供用されているもので、エレベーター・エスカレーターが設置された。それまでは下りホームに面した地上駅舎（同時開業の南古谷駅や日進駅旧駅舎と類似していた）であり、上りホームとは跨線橋で接続していた。また、上りホームには通勤通学時の混雑対策で、降車専用改札と出口が設置されていたが、橋上化工事により撤去された。
川越車両センターからの出庫のため、朝夕に当駅始発の上り列車が設定されている。すべて各駅停車だが、以前は朝に1本だけ通勤快速も設定されていた。一方、下りの当駅終着の列車は、埼京線との直通運転開始時は多数が設定されていたが、現在はまったく設定されていない。

### のりば
| 番線 | 路線            | 方向 | 行先                                           |
| ---- | --------------- | ---- | ---------------------------------------------- |
| 1    | ■川越線         | 北行 | 川越・高麗川方面                               |
| 1    | ■川越線         | 下り | 川越・高麗川方面                               |
| 2    | ■川越線・埼京線 | 南行 | 大宮・池袋・新宿・大崎・りんかい線・相鉄線方面 |
| 2    | ■川越線・埼京線 | 上り | 大宮・池袋・新宿・大崎・りんかい線・相鉄線方面 |

なお、当駅から西川越駅以西へ直通する列車は設定されていないため、高麗川方面は川越駅で乗り換えとなる。

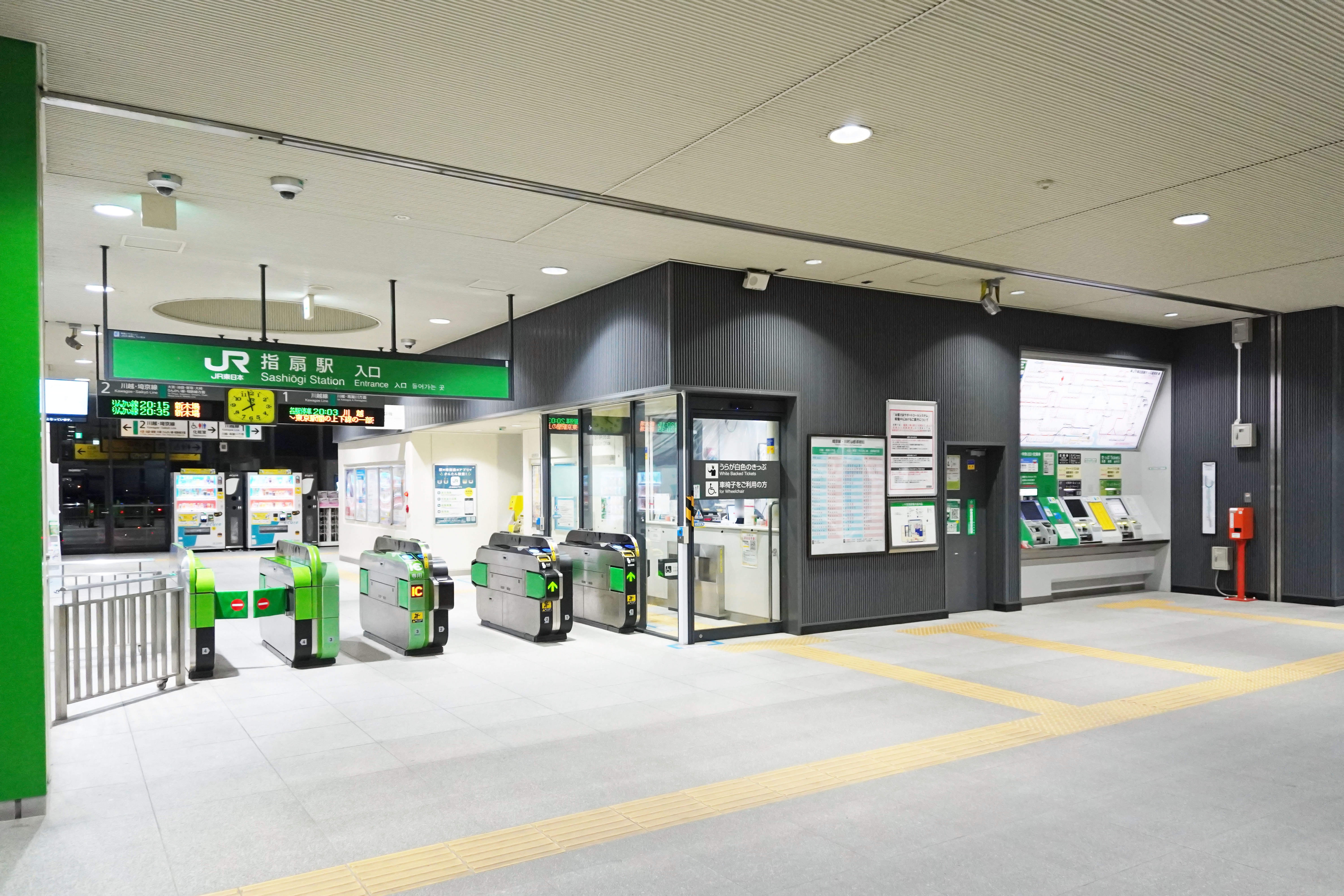
改札口（2023年1月）
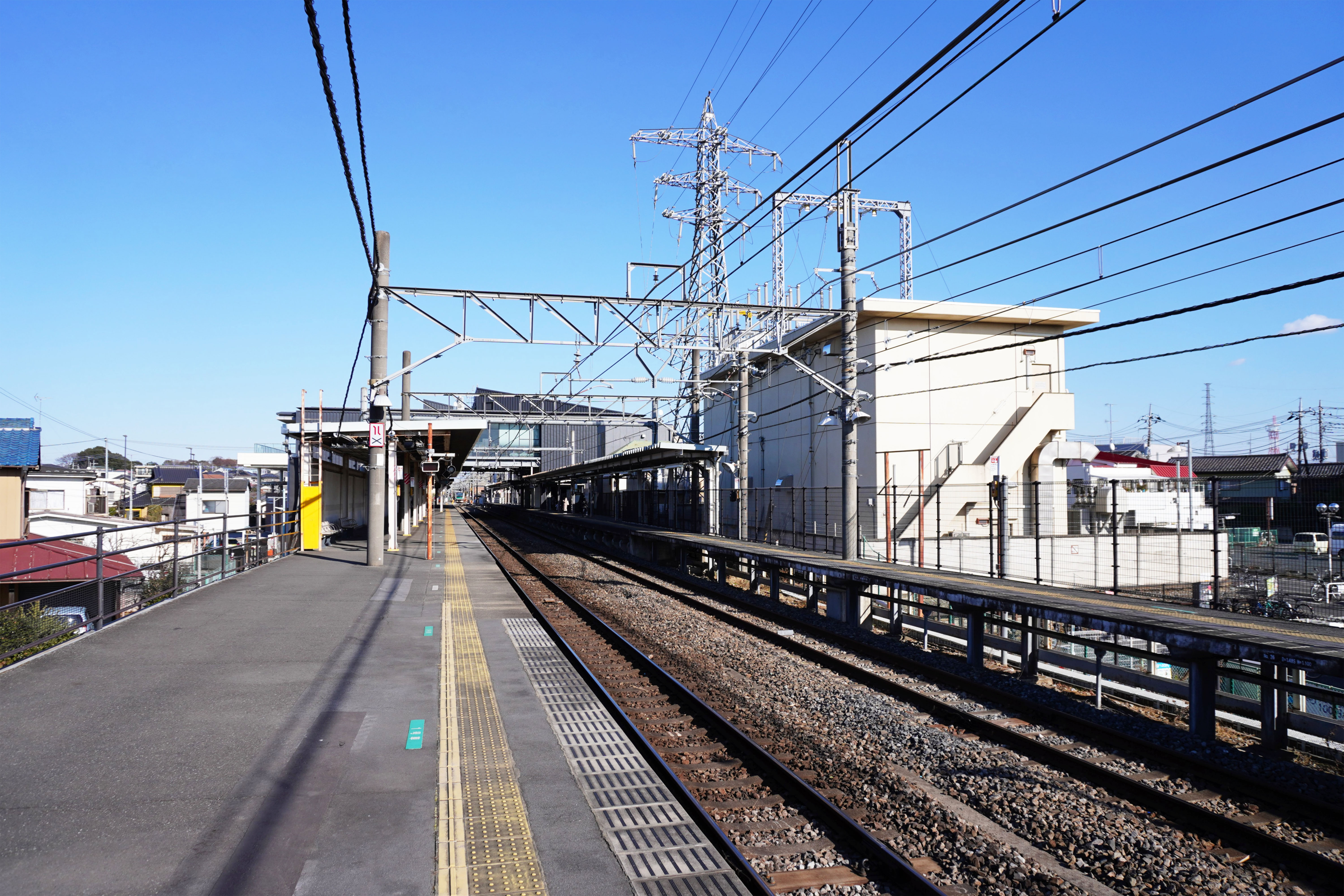
ホーム（2023年1月）

## 利用状況
2023年度（令和5年度）の1日平均乗車人員は9,367人である。2009年（平成21年）3月14日に開業した西大宮駅が当駅から1.4キロメートルと比較的近く、利用客が一部流れたため、当駅の利用者は減少した。
JR東日本および埼玉県統計年鑑によると、1987年度（昭和62年度）以降の1日平均乗車人員の推移は以下のとおり。
| 年度               | 1日平均 乗車人員 | 出典     |
| ------------------ | ---------------- | -------- |
| 1987年（昭和62年） | 12,580           |          |
| 1988年（昭和63年） | 13,598           |          |
| 1989年（平成元年） | 14,611           |          |
| 1990年（平成02年） | 15,801           |          |
| 1991年（平成03年） | 16,297           |          |
| 1992年（平成04年） | 16,572           |          |
| 1993年（平成05年） | 16,467           |          |
| 1994年（平成06年） | 16,864           |          |
| 1995年（平成07年） | 17,061           |          |
| 1996年（平成08年） | 16,862           |          |
| 1997年（平成09年） | 16,068           |          |
| 1998年（平成10年） | 15,453           |          |
| 1999年（平成11年） | 15,475           | [ * 1 ]  |
| 2000年（平成12年） | 15,393           | [ * 2 ]  |
| 2001年（平成13年） | 15,431           | [ * 3 ]  |
| 2002年（平成14年） | 15,166           | [ * 4 ]  |
| 2003年（平成15年） | 14,990           | [ * 5 ]  |
| 2004年（平成16年） | 14,851           | [ * 6 ]  |
| 2005年（平成17年） | 14,856           | [ * 7 ]  |
| 2006年（平成18年） | 14,888           | [ * 8 ]  |
| 2007年（平成19年） | 15,072           | [ * 9 ]  |
| 2008年（平成20年） | 15,049           | [ * 10 ] |
| 2009年（平成21年） | 12,193           | [ * 11 ] |
| 2010年（平成22年） | 11,703           | [ * 12 ] |
| 2011年（平成23年） | 11,264           | [ * 13 ] |
| 2012年（平成24年） | 11,143           | [ * 14 ] |
| 2013年（平成25年） | 11,098           | [ * 15 ] |
| 2014年（平成26年） | 10,848           | [ * 16 ] |
| 2015年（平成27年） | 11,108           | [ * 17 ] |
| 2016年（平成28年） | 11,122           | [ * 18 ] |
| 2017年（平成29年） | 11,154           | [ * 19 ] |
| 2018年（平成30年） | 11,034           | [ * 20 ] |
| 2019年（令和元年） | 10,761           | [ * 21 ] |
| 2020年（令和02年） | 8,472            | [ * 22 ] |
| 2021年（令和03年） | 8,780            |          |
| 2022年（令和04年） | 9,119            |          |
| 2023年（令和05年） | 9,367            |          |

## 駅周辺

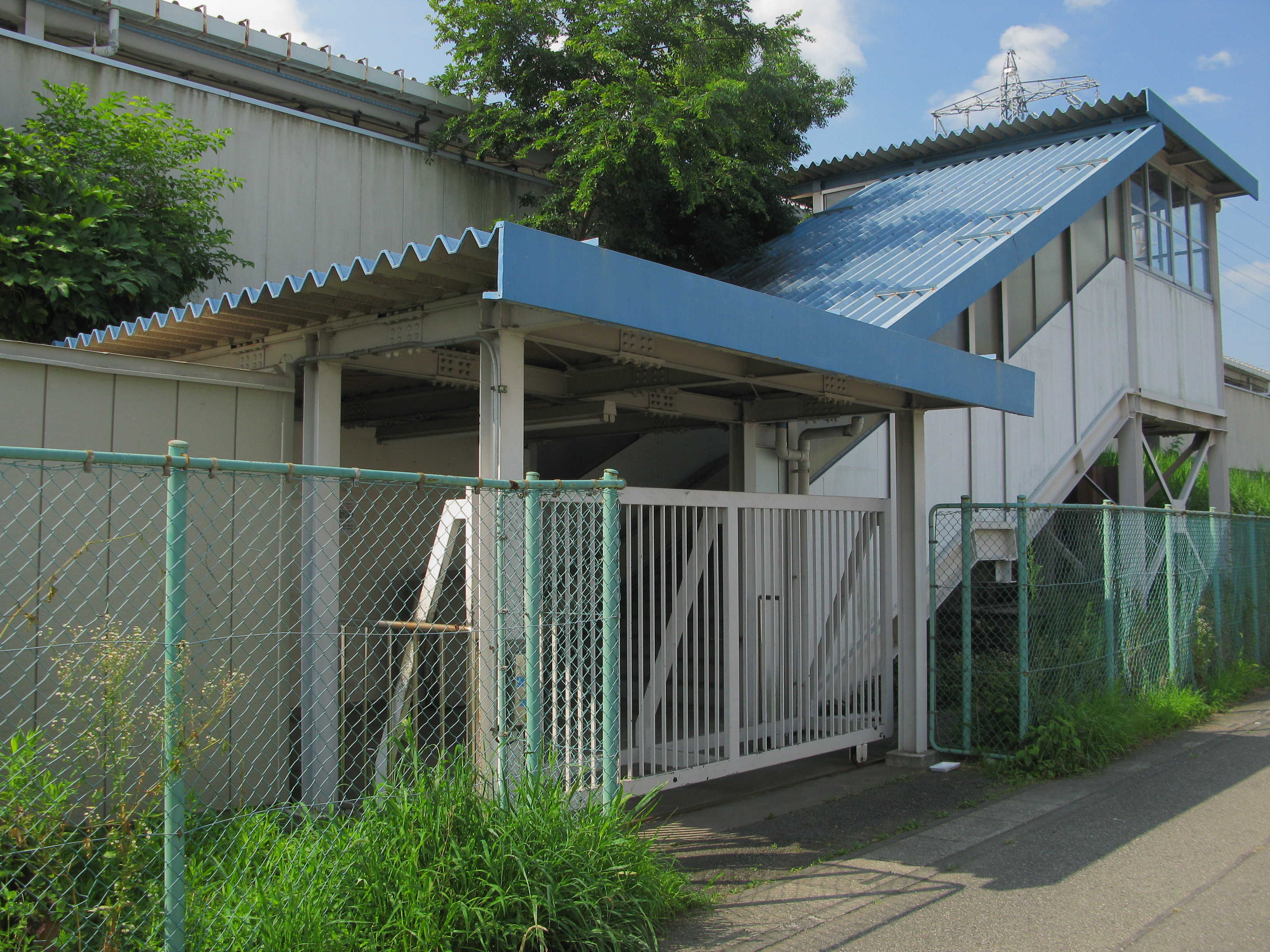
2番線（大宮方面行き）ホームに設けられていた降車専用臨時改札（旧駅舎）

南口ロータリーは埼玉県道57号さいたま鴻巣線に面している。当初は狭く、タクシーのみの乗り入れだったが、1993年（平成5年）に拡張整備工事が行われ、路線バスも乗り入れが可能になった。この公共ロータリーの隣には、近隣の学校のスクールバスが利用する広場も存在する。
旧駅舎は南側のみに設けられ、駅北側への移動経路は、駅東側にある県道との踏切と、駅西側の歩行者・自転車専用の小さなトンネルのみだった。このため、朝夕の踏切付近は、自動車・自転車・歩行者が行き交い非常に混雑していた。この混雑を緩和するため橋上駅化工事を行い、2014年（平成26年）3月9日に新駅舎と北口の供用を開始。続いて北口ロータリーとアクセス道路の整備を実施し、2015年（平成27年）5月15日に供用を開始した。
秀明英光高等学校、埼玉県立大宮武蔵野高等学校の最寄り駅であり、ラッシュ時は主に高校生で混雑する。西大宮駅開業前までは埼玉栄中学校・高等学校の最寄り駅でもあった。
駅前の県道沿いに店舗が並んでおり、指扇地区の中心的な街になっている。駅の周囲は住宅地になっているが、駅の西側は荒川に程近く、荒川堤防近くは田畑が広がる。
駅北側は上尾市の南西部に程近く、上尾駅より当駅が最寄りとなる上尾市域が存在する。
北口
- 埼玉県立上尾橘高等学校
- 秀明英光高等学校[1]
- 指扇病院・指扇療養病院
- 埼玉県総合リハビリテーションセンター
- 大宮国際カントリークラブ
- 川越グリーンクロス
- 青木信用金庫指扇支店
- ライフ指扇店
- マイカイマート指扇店（2025年2月26日オープン）
- 日進自動車教習所

南口
- 埼玉県立大宮武蔵野高等学校
- さいたま市立土屋中学校
- 指扇駅前郵便局
- 大宮西警察署指扇駅前交番
- 馬宮コミュニティセンター
- 西遊馬公園
- 武蔵野銀行指扇支店
- 飯能信用金庫さいたま支店

道路
- 国道16号
- 埼玉県道2号さいたま春日部線（旧国道16号）
- 埼玉県道57号さいたま鴻巣線

## バス路線
北口
「指扇駅北口」停留所にて、以下の路線バスが発着する。
- 東武バスウエスト （上尾営業所）
  - 扇01：フェニックスゴルフ場
  - 扇02：上尾駅（西口）
- さいたま市西区指扇地区乗合タクシー「あじさい号」 - 指扇交通に運行委託
  - 基本ルート（赤ルート）：西楽園 / 清河寺温泉
  - 延伸ルート（赤＋緑ルート）：西楽園 / 西新井団地

南口
「指扇駅」停留所および「西遊馬」停留所（埼玉県道2号さいたま春日部線沿い）にて、以下の路線バスが発着する。
- 西武バス（大宮営業所）
  - 大31：大宮駅西口
  - 大22：川越グリーンパーク / 大宮駅西口
  - 大23：大宮駅西口（深夜バスの設定あり）
- さいたま市西区コミュニティバス - 西武バス大宮営業所に運行委託
  - 西大宮駅 / 市民医療センター

## 隣の駅
東日本旅客鉄道（JR東日本）
■川越線
■通勤快速・■快速・■各駅停車
西大宮駅 - 指扇駅 - 南古谷駅
当駅 - 南古谷駅間は4.7キロメートルで、これは川越線内で最も長い。

### 記事本文

##### 広報資料・プレスリリースなど一次資料
1. ↑  “Suicaご利用可能エリアマップ（2001年11月18日当初）” (PDF).   東日本旅客鉄道. 2019年7月27日時点のオリジナルよりアーカイブ。2020年4月29日閲覧。

### 利用状況
1. ↑  埼玉県. “埼玉県統計年鑑”. 埼玉県. 2020年5月20日閲覧。
2. ↑  “さいたま市／さいたま市統計書”. www.city.saitama.jp. 2020年5月20日閲覧。
3. ↑  “さいたま市／旧大宮市統計書”. www.city.saitama.jp. 2020年5月20日閲覧。

JR東日本の2000年度以降の乗車人員
1. ↑  各駅の乗車人員（2000年度） - JR東日本
2. ↑  各駅の乗車人員（2001年度） - JR東日本
3. ↑  各駅の乗車人員（2002年度） - JR東日本
4. ↑  各駅の乗車人員（2003年度） - JR東日本
5. ↑  各駅の乗車人員（2004年度） - JR東日本
6. ↑  各駅の乗車人員（2005年度） - JR東日本
7. ↑  各駅の乗車人員（2006年度） - JR東日本
8. ↑  各駅の乗車人員（2007年度） - JR東日本
9. ↑  各駅の乗車人員（2008年度） - JR東日本
10. ↑  各駅の乗車人員（2009年度） - JR東日本
11. ↑  各駅の乗車人員（2010年度） - JR東日本
12. ↑  各駅の乗車人員（2011年度） - JR東日本
13. ↑  各駅の乗車人員（2012年度） - JR東日本
14. ↑  各駅の乗車人員（2013年度） - JR東日本
15. ↑  各駅の乗車人員（2014年度） - JR東日本
16. ↑  各駅の乗車人員（2015年度） - JR東日本
17. ↑  各駅の乗車人員（2016年度） - JR東日本
18. ↑  各駅の乗車人員（2017年度） - JR東日本
19. ↑  各駅の乗車人員（2018年度） - JR東日本
20. ↑  各駅の乗車人員（2019年度） - JR東日本
21. ↑  各駅の乗車人員（2020年度） - JR東日本
22. ↑  各駅の乗車人員（2021年度） - JR東日本
23. ↑  各駅の乗車人員（2022年度） - JR東日本
24. ↑  各駅の乗車人員（2023年度） - JR東日本

埼玉県統計年鑑
1. ↑  埼玉県統計年鑑（平成12年）
2. ↑  埼玉県統計年鑑（平成13年）
3. ↑  埼玉県統計年鑑（平成14年）
4. ↑  埼玉県統計年鑑（平成15年）
5. ↑  埼玉県統計年鑑（平成16年）
6. ↑  埼玉県統計年鑑（平成17年）
7. ↑  埼玉県統計年鑑（平成18年）
8. ↑  埼玉県統計年鑑（平成19年）
9. ↑  埼玉県統計年鑑（平成20年）
10. ↑  埼玉県統計年鑑（平成21年）
11. ↑  埼玉県統計年鑑（平成22年）
12. ↑  埼玉県統計年鑑（平成23年）
13. ↑  埼玉県統計年鑑（平成24年）
14. ↑  埼玉県統計年鑑（平成25年）
15. ↑  埼玉県統計年鑑（平成26年）
16. ↑  埼玉県統計年鑑（平成27年）
17. ↑  埼玉県統計年鑑（平成28年）
18. ↑  埼玉県統計年鑑（平成29年）
19. ↑  埼玉県統計年鑑（平成30年）
20. ↑  埼玉県統計年鑑（令和元年）
21. ↑  埼玉県統計年鑑（令和2年）
22. ↑  埼玉県統計年鑑（令和3年）